# Bruno Hubschmid
Bruno Hubschmid (* 7. März 1950 in Villigen oder in Hedingen) ist ein ehemaliger Schweizer Radrennfahrer und nationaler Meister im Radsport.

## Sportliche Laufbahn
Hubschmid war im Strassenradsport und im Bahnradsport aktiv. Er war Teilnehmer der Olympischen Sommerspiele 1968 in Mexiko-Stadt und 1972 in München. Im olympischen Strassenrennen in Mexiko schied er aus. Im Bahnradsport startete er in der Mannschaftsverfolgung. Das Schweizer Team mit Bruno Hubschmid, Walter Richard, Jürgen Schneider und Xaver Kurmann schied in der Qualifikation aus.
1972 wurde er im olympischen Strassenrennen als 19. klassiert. Im Mannschaftszeitfahren kam der Schweizer Vierer mit Gilbert Bischoff, Bruno Hubschmid, Roland Schär und Ueli Sutter auf den 8. Platz.
Bei den UCI-Strassen-Weltmeisterschaften 1969 gewann Hubschmid gemeinsam mit Xaver Kurmann, Josef Fuchs und Walter Bürki die Bronzemedaille im Mannschaftszeitfahren. Im Strassenrennen der Weltmeisterschaften wurde er 14. In der Tour de l’Avenir belegte er den 9. Rang. In der Jugoslawien-Rundfahrt gewann Hubschmid zwei Etappen. Im Einzelrennen der UCI-Strassen-Weltmeisterschaften 1970 wurde er 65., 1971 30. 1971 siegte er in der nationalen Meisterschaft im Strassenrennen und gewann mit dem RB Brugg die nationale Meisterschaft im Mannschaftszeitfahren. Er holte einen Etappensieg in der Tour de l’Avenir. Dazu kam ein Etappenerfolg im Milk Race. 1972 hatte er einen weiteren Tageserfolg in der Tour de l’Avenir.
1973 fuhr er eine Saison als Berufsfahrer im französischen Radsportteam Sonolor. Er wurde Dritter der Schweizer Meisterschaft im Strassenrennen hinter dem Sieger Josef Fuchs. 1969 wurde er mit seinen Teamkameraden als Sportler des Jahres geehrt.